# キンロスシャー統監
キンロスシャー統監（キンロスシャーとうかん、英語: Lord Lieutenant of Kinross-shire）は、イギリスの官職。統監の1つで、キンロスシャーを担当する。1789年に勃発したフランス革命がヨーロッパ諸国に飛び火するとともに1792年にはスコットランド各地で暴動がおこり、地方政府の対応に不満を感じたイギリス政府は1794年にイングランドの統監職をスコットランドでも常設職として設立した。1973年地方政府（スコットランド）法でスコットランドの地方自治体再編が行われ、再編に伴う1975年統監令（The Lord-Lieutenants Order 1975）によりパース・アンド・キンロス統監に統合された。

## 一覧
- 1794年3月17日 – 1801年12月18日：ジョージ・グラハム[3]
- 1802年1月30日 – 1839年2月17日：ウィリアム・アダム（英語版）[3]
- 1839年3月28日 – 1853年9月16日：サー・チャールズ・アダム（英語版）[3]
- 1854年8月7日 – 1901年6月2日：第3代準男爵サー・グラハム・グラハム＝モンゴメリー（英語版）[3]
- 1901年7月16日 – 1909年3月3日：第2代モンクリフ男爵ヘンリー・モンクリフ（英語版）[3]
- 1909年3月26日 – 1911年：初代準男爵サー・チャールズ・アダム[3]
- 1911年11月9日 – 1928年10月21日：ジョン・ジェームズ・モウブレー[3]
- 1928年12月6日 – 1934年：アレグザンダー・プリース・ヘイグ[3]
- 1934年3月8日 – 1937年：第7代準男爵サー・ヘンリー・パーヴィス＝ラッセル＝モンゴメリー[3]
- 1937年3月9日 – 1944年6月16日：クライド卿ジェームズ・エイヴォン・クライド（英語版）[3]
- 1944年10月9日 – 1954年10月1日：ヘンリー・キース・パーヴィス＝ラッセル＝モンゴメリー[3]
- 1955年1月15日 – 1966年：チャールズ・キース・アダム[3]
- 1966年5月27日 – 1974年：ロバート・クリスティ・ステュアート（英語版）[3]
- 1974年6月12日 – 1975年3月19日：デイヴィッド・ヘンリー・バター[2][3]